# Capella del Sant Crist de can Cabanyes
La capella del Sant Crist de can Cabanyes és un petit edifici situat davant de l'entrada de la masia de can Cabanyes, que li dona el nom, ubicat a la rambla de Sant Joan, núm. 59-77. Fins al 2009 la capella estava adossada als murs d'entrada del mas; actualment, però, el cos de l'edificació es troba separat de la resta del recinte a causa de l'ampliació de la vorera que la circumda per la riera de Sant Joan, l'avinguda Salvador Espriu i el lateral de l'autopista. Malgrat que aquesta capella ja existia en el darrer quart del segle xviii, segons els plànols conservats de l'antiga masia de can Peixau, sota de la creu que corona la façana apareix la data de 1860, probablement l'any d'una de les moltes reformes que ha tingut a causa dels diferents danys soferts al llarg dels temps.
L'actual barri de Sant Crist de Can Cabanyes, que fins al segle xx era una zona de conreu entre les masies dels voltants (Can Cabanyes, Can Bofí Vell i Can Lloreda), prengué el seu nom del crist de la masia de Can Cabanyes. Per tant, aquests dos elements, masia i crist, feren que la zona on s'ubicaven se l'anomenés popularment així, i és com neix el nom del barri.
De la capella s'han cuidat tradicionalment els masovers de Can Cabanyes i els seus descendents.

## Imatge
L'origen de la imatge del Crist de Can Cabanyes no és clar. Hi havia qui deia que era la imatge del crist, que tant de fervor despertava, que hi havia a Sant Jeroni de la Murtra i que va ser treta del seu lloc i amagada per algú per evitar que fos destruïda durant el saqueig que va patir el monestir el juliol de 1835. Tanmateix, sembla més probable que es tractés d'un sant Crist més petit de l'esmentat monestir o d'una ermita propera. Així mateix ho pensa Joaquim Font i Cussó, qui diu que "el Crist de Can Cabanyes (que era barroc) i el que es venerava en la capella del cementiri vell, no reunien les característiques de la desapareguda.”
L'any 1936 a l'inici de la Guerra Civil Espanyola, la capella és profanada i la imatge del Crist, mutilada. Un dia els trossos escampats pel terra de la capella foren recollits per una veïna i pocs anys després la imatge fou restaurada curosament per un artista badaloní.

## Tradicions

### Llegenda
Segons la tradició, després d'una gran avinguda d'aigua per la riera de Sant Joan (també coneguda com de sant Jeroni) la gent veié que mig colgada pel fang, en una recolzada de la riba, a l'indret mateix de can Cabanyes l'aigua hi havia dipositat una bella talla de Jesús crucificat. Recollida pels masovers l'entraren a la masia, però el matí següent, sorpresos, veieren que no es trobava on l'havien deixat. Després de cercar-la, algú la descobrí de nou, al mateix lloc on l'havia deixat abans l'empenta de la riuada. Deduint que era voluntat de Déu que allí fos venerada la imatge, hi fou construïda la capelleta, de fortes parets, perquè resistís les possibles avingudes del rieral.

### Goigs
La devoció a aquest crist ha generat els següents goigs:
- Goigs i laments a la imatge del Sant Crist : de la masia de can Cabanyes de la Riera de Sant Joan de Badalona. 
En la setmana santa de 1958 veié la llum la publicació d'aquests goigs adaptats dels de la imatge del Sant Crist de Sant Jeroni de la Murtra. El text dels quals és anònim; el dibuix, de Jeroni Giralt i la música, de Joan Ma. Aragonès.
-Goigs i Lloances a Jesús Crucificat venerat en la seva capella de la masia de can Cabanyes de Badalona.
L'edició d'aquests goigs es va fer l'any 1988 per gentilesa de la família Bonvehí-Farrés amb motiu de la recuperació de la Processó dels Misteris suspesa l'any 1973 i renovada l'any 1987. El text és de Miquel Lleonart i Casadevall ; la xilografia, d'Antoni Gelebert i Casas i la música, de Joan Gamissans, prevere organista de la Seu de Barcelona.

## Devoció[5]
Hi ha una gran devoció al Crist de Can Cabanyes, com ho demostra que la capella està plena de flors i de ciris encesos pels devots vinguts de diferents pobles del voltant i pels ex-vots que pengen al seu interior.